# Augusta-Schule (Cottbus)
Die Augusta-Schule in Cottbus wurde 1873 durch Adolf Rothenbücher als Lehranstalt für Mädchen gegründet und nach der damaligen deutschen Kaiserin Augusta benannt. Ihr 1907–1912 entstandenes Gebäude an der heutigen Puschkinpromenade ist ein Cottbuser Baudenkmal, das architekturgeschichtlich zu den herausragenden Vertretern des Kommunalbaus um 1910 in der Niederlausitz zählt und seit 1982 das Konservatorium beherbergt.

## Geschichte
Zum Schuljahrsbeginn Ostern 1895 kam die bis dahin privat geführte Schule in die Verwaltung der Stadt Cottbus. 1906 setzten Planungen für einen Neubau ein, der auch ein Lehrerinnenseminar umfassen sollte. Das für den Neubau vorgesehene Grundstück an der Promenade grenzte im Nordosten an das des alten Schulgebäudes (Turnstraße, heute Friedrich-Ludwig-Jahn-Straße 15). Das Baugeschäft Hermann Pabel & Co. gewann die Ausschreibung und führte 1907–1908 den kleineren östlichen Bauteil als ersten Bauabschnitt aus. 1909 wurde die Schule als Oberlyzeum anerkannt. Für den 1911–1912 errichteten größeren zweiten Bauabschnitt zog das städtische Bauamt den renommierten, zuvor bereits in Cottbus tätig gewesenen Dresdner Architekten Julius Graebner als Berater hinzu. Auf seine Anregung wurden die Pläne in Einzelheiten geändert und auch der erste Bauabschnitt in Details daran angepasst. Die Turnhalle sowie die Flure wurden etwas aufwändiger ausgestaltet und der Bau der Wandelhalle erfolgte in robusterer Massivbauweise. Bis zum Jahr 1982 diente das Haus als Schule, dann wurde es vom Konservatorium Cottbus übernommen. Bereits Ende 1980 begann der Umbau der Turnhalle in einen Konzertsaal mit 300 Plätzen, dessen Prunkstück eine Sauer-Orgel ist. In den Jahren von 2006 bis 2012 erfolgte der Einbau eines Aufzugs und der Bau eines barrierefreien Zuganges.

## Beschreibung
Das dreigeschossige Schulgebäude mit hohem Sockelgeschoss hat eine insgesamt asymmetrische Gestalt. Die Straßenansicht ist geprägt durch eng gereihte, mehrteilige Sprossenfenster mit differenziert geschmückten Sturzzonen. Ein kräftiges, von einem Klötzchenfries begleitetes Gesims trennt das Erdgeschoss von den beiden Obergeschossen; Sohlbankgesimse verbinden die Fenster zu Gruppen. Der östliche Bauabschnitt unter dem Walmdach reicht bis zum überkuppelten Treppenhaus-Risalit mit Rundbogenportal. Dieses ist gerahmt von Pilastern mit Putten-Reliefs. Der Türsturz ist geschwungen und von Rankenwerk bekrönt. Der westliche Bauabschnitt setzt sich aus einem sechsachsigen, traufständigen Teil und einem vorspringenden, ebenfalls sechsachsigen Giebelbau zusammen. Unter dem ornamentalen Fries im großen Giebelfeld befindet sich ein vierteiliges Fensterband. Drei Relieffiguren sind zwischen den Fenstern angebracht, sie stellen Musikantinnen in klassischen Gewändern dar. Über diesem Fensterband steht der Schriftzug „Augusta-Schule“, das Stadtwappen und die Jahreszahl „AD 1911“. Die Treppenhäuser und Mittelflure sind durch zahlreiche Decken- und Wanddekorationen geschmückt. Das Turnhallengebäude hat eine Grundfläche von 338 m² und schließt sich nördlich an den ersten Bauabschnitt an. Durch einen Verbindungstrakt sind beide Häuser verbunden. Die Verbindung zum Grundstück des Altbaus der Augusta-Schule (Friedrich-Ludwig-Jahn-Straße 15) bildet eine offene, pfeilergestützte Wandelhalle unter einem Pultdach, mit zwei Zwischenbauten und einem zentralen Portikus. Der große Dreiecksgiebel des Portikus ist mit Ranken- und Vogelmotiven verziert. Die Architektur folgt den Vorstellungen der Reformarchitektur des frühen 20. Jahrhunderts, Neubarock wurde mit Jugendstilformen kombiniert.